# Eupelmus pax
Eupelmus pax is een vliesvleugelig insect uit de familie Eupelmidae. De wetenschappelijke naam is voor het eerst geldig gepubliceerd in 1913 door Girault.